# بطاقة الأويستر

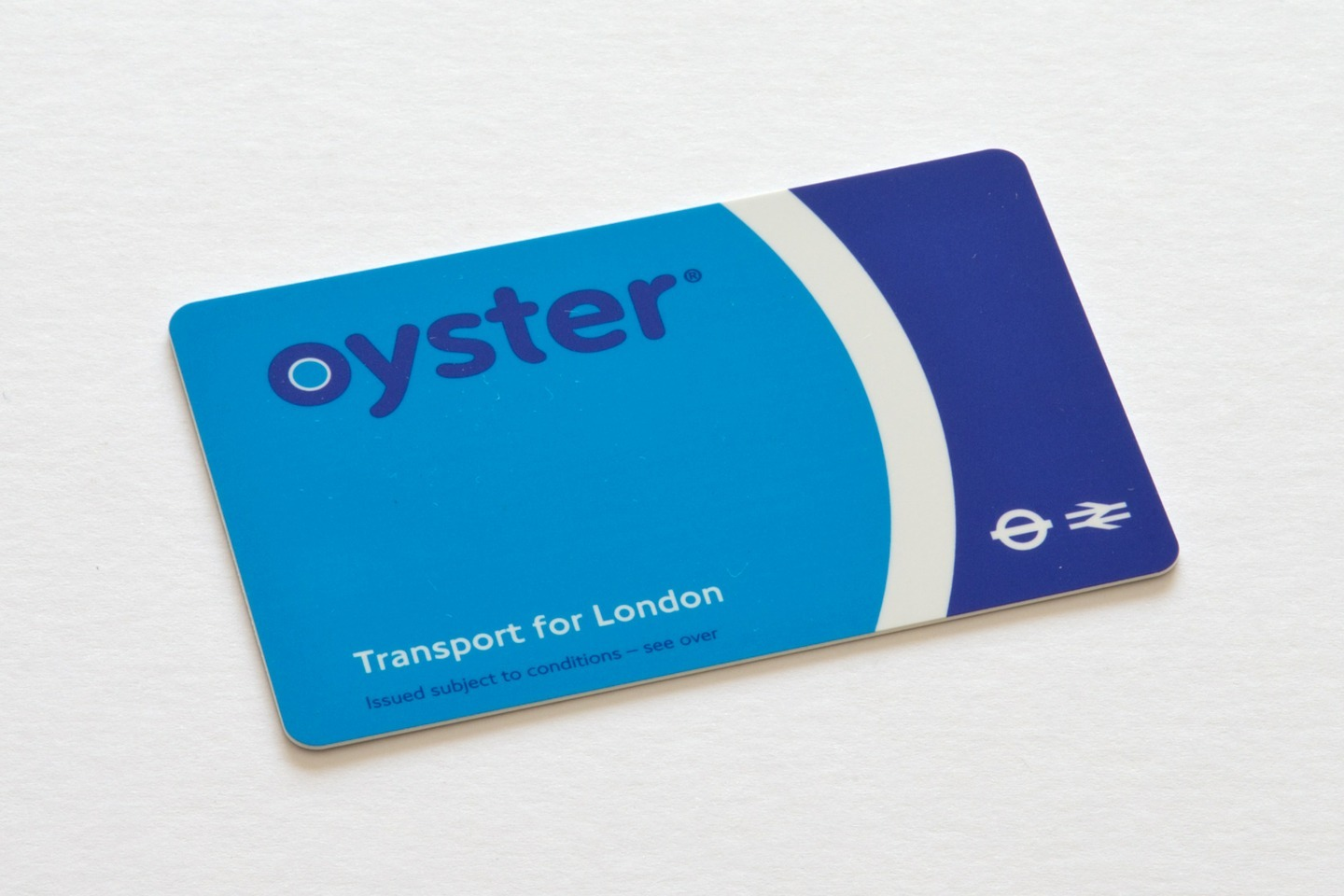
بطاقة أويستر

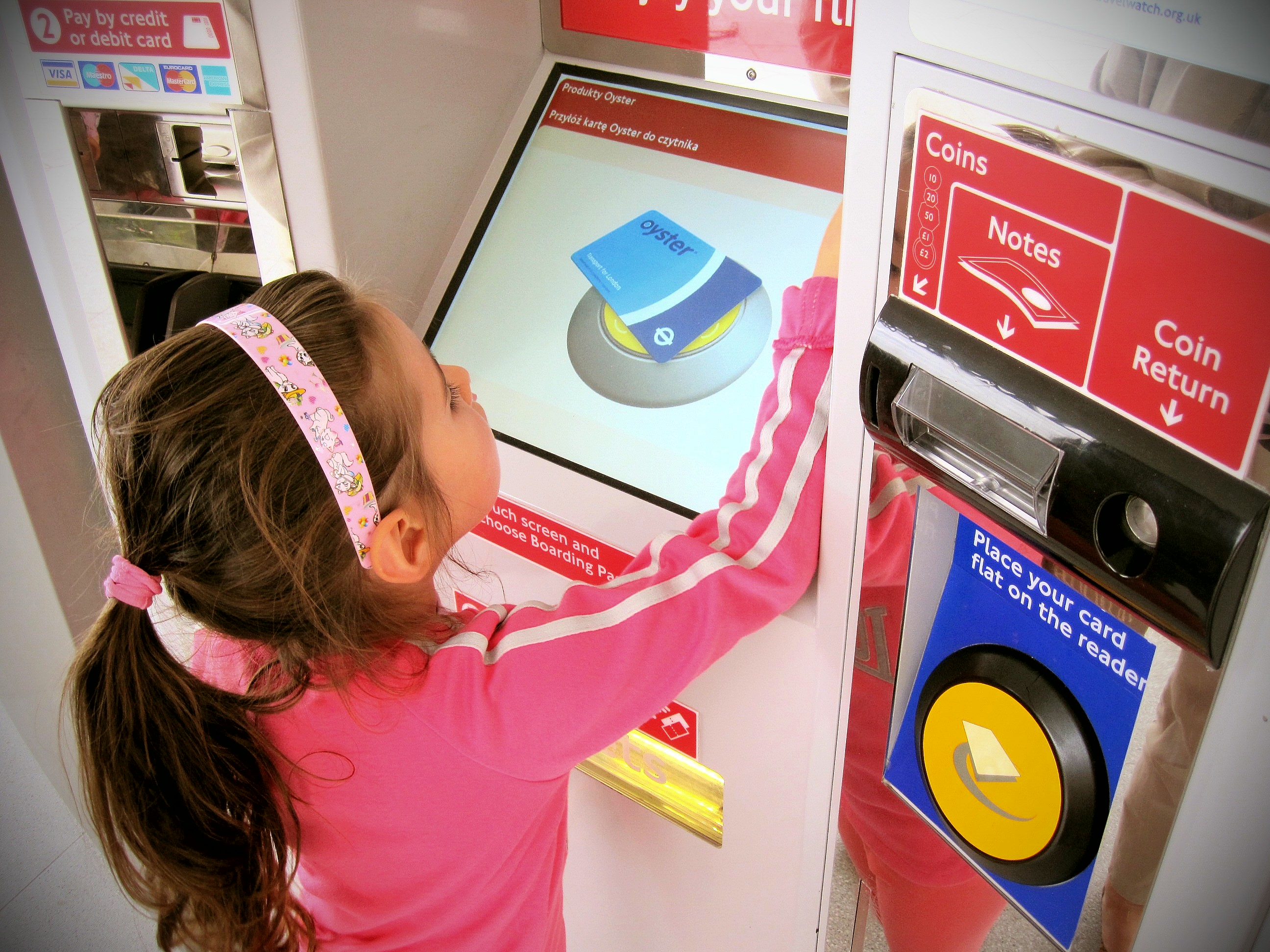
بطاقة «الأويستر» تستعمل بملامسة الدائرة الصفراء عند ركوب كافة وسائل المواصلات العامة.

بطاقة أويستر هي وسيلة دفع لوسائل النقل العام في لندن ونواحيها في المملكة المتحدة. وهي بطاقة ذكية زرقاء بحجم بطاقة الائتمان ذات قيمة مخزنة وبدون اتصال. يتم الترويج لها بواسطة هيئة النقل في لندن ويمكن استخدامها في مواصلات النقل في لندن بما في ذلك مترو لندن وحافلات لندن وقطار دوكلاندز الخفيف (DLR) ولندن أوفر جراوند وخطوط الطرامواي وبعض خدمات القوارب النهرية ومعظم خدمات السكك الحديدية الوطنية ضمن نطاق لندن وضواحيها. ومنذ طرحها في يونيو 2003، تم استخدام أكثر من 86 مليون بطاقة. وتكون أسعار الدفع عبر الأویستر أرخص من الدفع نقدا. ويمكن أن توفر بطاقات أويستر تذاكر الرحلة، وتصاريح السفر، ورصيد السفر (الدفع الفوري)، والذي يجب إضافته إلى البطاقة قبل السفر. يُفعل الركاب هذه البطاقة على قارئ إلكتروني عند دخولهم وخروجهم من نظام النقل المستخدم من أجل خصم ثمن الرحلة من الرصيد المخزن. ويمكن زيادة رصيد البطاقات عن طريق سلطة الدفع المتكررة، أو الشراء عبر الإنترنت، أو في محطات بطاقات الائتمان أو نقدًا، ويمكن ٳستخدام الطريقتين الأخيرتين في مكاتب بيع التذاكر. وقد صُممت البطاقة لتقليل عدد المعاملات في مكاتب التذاكر وعدد التذاكر الورقية. ويتم تشجيع ٳستخدام البطاقة من خلال تقديم أسعار أرخص بكثير من الأسعار النقدية على الرغم من إلغاء قبول النقود تدريجيًا. ففي حافلات لندن، لم تعد النقود مقبولة.
تم إصدار البطاقة لأول مرة للعامة يوم 30 يونيو سنة 2003، مع مجموعة محدودة من الميزات. وبحلول يونيو 2012، تم إصدار أكثر من 43 مليون بطاقة اويستر وتم استخدام أكثر من 80٪ من جميع الرحلات في وسائل النقل العام في لندن باستخدام البطاقة.
من سبتمبر 2007 إلى 2010، تم اختبار وظيفة بطاقة الاويستيرعلى بطاقات باركلي كارد المصرفية غير التلامسية. ومنذ عام 2014، تم استكمال استخدام بطاقات أويستر ببطاقات الائتمان والخصم اللاتلامسية كجزء من «برنامج التذاكر المستقبلية». كان برنامج التذاكر المستقبلية من أوائل مزودي خدمات النقل العام في العالم التي تقبل الدفع عن طريق البطاقات المصرفية غير التلامسية، بعدها أُستخدمت في خطوط الترام والحافلات في نيس في 21 مايو 2010 إما باستخدام بطاقة مصرفية بخاصة اتصال قريب المدى أو الهاتف الذكي. وتم تبني هذه الطريقة من عدم التلامس على نطاق واسع في لندن ويرجع الفضل في ذلك ٳلى برنامج التذاكر المستقبلية. والتي أصبحت الآن واحدة من أكبر التجار اللاتلامسيين في أوروبا، حيث تجري حوالي 1 من كل 10 معاملات لا تلامسية في المملكة المتحدة على شبكتهم.